# Cezary Szczylik
Cezary Adam Szczylik (ur. 1 maja 1952) – polski profesor nauk medycznych specjalizujący się w onkologii, hematologii i chorobach wewnętrznych.

## Życiorys
Studiował na Wydziale Lekarskim Wojskowej Akademii Medycznej w Łodzi, uzyskując w 1977 roku dyplom lekarza medycyny. Doszedł do stopnia pułkownika w wojsku. Swoją pracę rozpoczął w szpitalu WAM w Warszawie.
W 1978 roku obronił rozprawę doktorską o tytule Wpływ promieniowania jonizującego na subpopulacje limfocytów in vitro. Wraz z pracą laboratoryjną zajmował się działalnością kliniczną, dzięki czemu zrobił specjalizację z chorób wewnętrznych, a także chemioterapii nowotworów.
W 1984 roku razem z profesorem Wiesławem Jędrzejczakiem dokonał pierwszego w kraju allogenicznego przeszczepienia szpiku kostnego, które zakończyło się powodzeniem, a w 1985 przeszczepienia autogenicznego.
W 1988 roku uzyskał stopień doktora habilitowanego na podstawie rozprawy habilitacyjnej pod tytułem Kinetyka zmian w układzie krwiotwórczym po podaniu busulfanu i cyklofosfamidu oraz następowym przeszczepieniu szpiku.
W 1989 otrzymał stypendium w Thomas Jefferson University w Filadelfii i wyjechał do Stanów Zjednoczonych. Powrócił do kraju w 1993 roku i został kierownikiem Kliniki Onkologii Centralnego Szpitala Klinicznego WAM w Warszawie, którą kieruje do dziś.
Cezary Szczylik jest członkiem między innymi Komisji Biologii Nowotworów PAN, Polskiego Towarzystwa Onkologicznego, Polskiego Towarzystwa Hematologii i Transfuzjologii. Jest założycielem oraz prezydentem Fundacji Onkologii Doświadczalnej i Klinicznej, współtwórcą Studium Medycyny Molekularnej. Profesor jest także członkiem Rady Naukowej Fundacji barona Leopolda Kronenberga oraz członkiem Rady Programowej Fundacji Jolanty Kwaśniewskiej Porozumienie bez barier. W 1990 roku jego nazwisko pojawiło się w Science, gdzie z innymi wykazał, że istnieje możliwość hamowania wzrostu białaczki, gdy wyłączy się część genów odpowiedzialnych za postęp choroby. Artykuły profesora zostały także opublikowane w Journal of Experimental Medicine. W jego dorobku znajduje się ponad 150 prac naukowych.
Obecne badania naukowe C. Szczylika skoncentrowane są na miejscowym (lokoregionalnym) leczeniu guzów pierwotnych i przerzutowych wątroby, chemioimmunoterapii nowotworu nerki, a także przeszczepianiu hematopoetycznych komórek macierzystych.
W 2014 nakładem wydawnictwa Czarne ukazała się książka Rak po polsku, zbiór rozmów z Justyną Pronobis-Szczylik i Cezarym Szczylikiem przeprowadzonych przez Katarzynę Kubisiowską.